# 耐え難き諸法
耐え難き諸法（たえがたきしょほう、耐えざるべき諸法、英: Intolerable Acts、あるいは高圧的諸法、強制諸法、英: Coercive Acts）は、イギリスの北アメリカ植民地に関して、1774年にイギリスの議会で成立した一連の法律を呼ぶために付けられた名前である。これらの法で13植民地の怒りと抵抗を刺激し、アメリカ合衆国の独立に発展する重要な契機になった。
これらの法のうち4つは1773年12月のボストン茶会事件に直接反応する形で発せられた。イギリスの議会はマサチューセッツ湾植民地を見せしめにして、これらの懲罰的手段により1765年の印紙法で始まっていた植民地のイギリス議会の権威への反抗という流れを引き戻そうと図った。
植民地人の多くはこれらの法が自分たちの権利を独断的に侵害するものと見なし、1774年に第一次大陸会議を組織し、抗議活動の協調を図った。緊張感が増す中で翌年、アメリカ独立戦争が勃発し、最終的に独立国アメリカ合衆国の立国に繋がった。

## 背景
13植民地とグレートブリテン王国との関係は、1763年に終わった七年戦争の後でゆるやかながら着実に悪化していた。この戦争でイギリス政府は大きな負債を背負うことになり、イギリスの議会は植民地からの税収入を増やすための一連の方法を法制化した。議会は1765年の印紙法や1767年のタウンゼンド諸法のような法律が、イギリス帝国を維持するための費用のうち植民地に公平な負担分を払わせる法的手段であると考えた。植民地の抗議によって印紙法やタウンゼンド諸法は撤廃されたが、議会は1766年の宣言法において「どのようなものであれ」植民地に対して立法する権利があるという立場に固執していた。
しかし植民地側にはイギリス帝国とは異なる考え方が形成していた。イギリスの憲法の下でイギリス臣民の（税という形の）資産を、植民地人の（議会に代表を送る形での）同意なくしての税の徴集はできないという論である。それゆえに議会への直接代表の派遣が植民地に認められない以上は、議会も植民地に税を課す権利はないとの主張が植民地に生じていた。この見解は「代表なくして課税なし」というスローガンに表された。タウンゼンド諸法の後で何人かの植民地論客がこの考え方をさらに進めて、議会が植民地における法的司法権をそもそも持っているのかを問題にし始めた。植民地における議会の主権にまで及んだこの疑問はアメリカ独立となるものの伏線となる問題だった。

## 諸法の成立
マサチューセッツのボストンでは、1773年の茶法を議会が成立させたことに抗議する自由の息子達が、ボストン港に税の対象である茶を大量に投棄した。これがいわゆるボストン茶会事件である。この事件の報せは1774年1月にイングランドに届いた。議会は一連の法律を制定することで反応し、私有財産を不法に破壊したことについてボストンを罰し、マサチューセッツにおけるイギリスの権威を取り戻し、そしてその他アメリカにおける植民地行政の改革を目指した。
1774年4月22日、イギリス首相フレデリック・ノースは庶民院で次のように述べてこの計画の肩を持った。
ボストン港法：ボストン茶会事件に反応して最初に成立した法律。東インド会社が破棄された茶の弁償を受けるまで、また秩序が回復されて国王が満足するまでボストン港を閉鎖した。植民地人は茶を破棄した個人ではなく、ボストン全体をこの法で罰することに反対し、また弁護のために証言をする機会を与えられずに罰されることにも抗議した。
マサチューセッツ統治法：この法でマサチューセッツの政府を一方的にイギリス政府の支配下に置くよう変更したのでボストン港法よりも大きな怒りを生んだ。統治法の条件下で植民地政府のあらゆる役職者はイギリス政府あるいは国王によって指名されることとなった。この法はまたマサチューセッツにおけるタウンミーティングの活動を厳しく制限した。マサチューセッツ以外の植民地は自分たちの政府もイギリス議会の専断で変えられてしまうことを恐れた。
裁判権法：マサチューセッツの役人が告発され、そこでは公正な裁判が受けられないと考えるときに、総督が他の植民地あるいはイギリス本国に裁判の地を移すことを認める法律。この法では証人にその旅費を払うと規定したが、実際には裁判で証言するために仕事を放って大洋を渡ることのできる植民地人はほとんどいなかった。ジョージ・ワシントンは、イギリスの役人がアメリカ人に危害を加えても裁きを逃れることを可能にすると考え、この法を「殺人法」と呼んだ。1770年のボストン虐殺事件のあとでイギリス兵に公平な裁判が行われなかったので、植民地人の中にはこの法が不要だと考える者がいた。
宿舎法：この法は全ての植民地に適用され、アメリカでイギリス軍の兵士により効率的な住居をあてがう方法を生み出すようにされた。以前の法律では、植民地は兵士たちに住居を供給するよう求められていたが、植民地議会はそうすることに非協力的だった。新しい宿舎法では、適当な宿舎があてがわれない場合に総督が他の建物を兵士に供することを認めた。多くの史料では宿舎法で軍隊に個人が占有している家に泊まれるようにしたと主張するが、歴史家のデイビッド・アマーマンによる1974年の研究では、それが神話であり、誰も住んでいない建物に泊まることを認めただけだと主張した。多くの植民地人は宿舎法が反対すべきものと考えたが少なくとも耐え難き諸法に対する抗議を生んだ。
ケベック法：ボストンの事件には関連のない法律だったが、その通過したタイミングから植民地人をしてそれが自分たちを罰するための計画の一部だと考えさせた。ケベック植民地の領土を拡大させ、その地域のフランス系カトリック教徒住民に一般的に有利な改革を施したものである。ただし選挙による植民地議会を開くことは認めなかった。ケベック法はイギリス植民地の様々な集団の利益に反していた。土地の投機家たちや開拓者たちは植民地が権利を主張している西部の土地を代表権のない政府に渡してしまうことに反対した。多くの者はケベックでカトリックが優勢になることを恐れ、フランス系カナダ人はイングランド系アメリカ人を圧迫するよう求められるのを恐れた。

## 影響
多くの植民地人は、耐え難き諸法を憲法に保障される権利、自分たちの自然権および植民地の認可について侵犯するものと考えた。それゆえにこれら諸法をマサチューセッツだけでなくイギリス領アメリカすべての自由に対する脅威と捉えた。例えばバージニア植民地のリチャード・ヘンリー・リーはこの諸法を「アメリカの自由を破壊する最も呪われた仕組み」と表現した。
イギリスは、耐え難き諸法によってマサチューセッツの急進派を孤立させ、アメリカの植民地人がその選挙で選んだ議会よりもイギリスの議会の権威に譲歩することを望んだ。しかしながら、諸法が含む厳しさは、植民地の中庸派たちがイギリスの議会のために発言するのを難しくするというリスクは計算ずくだった。これら諸法は意図とは逆にマサチューセッツに対する同情を加速させ、むしろ植民地人がそれでなければ多様だった植民地をまとめて第一次大陸会議を結成させる方向に動かした。大陸会議はイギリス製品をボイコットし、もし1年後に耐え難き諸法が撤廃されなければ、さらにイギリスへの商品輸出も止めるという合意である同盟規約を設定した。大陸会議はマサチューセッツが攻撃された場合に支援することも誓約し、このことでレキシントン・コンコードの戦いでアメリカ独立戦争が始まった時にすべての植民地が参戦することを意味するようになった。